# Francis Leplay
Francis Leplay né le 25 juillet 1967 à Saint-Mandé est un écrivain et acteur français.

## Biographie
Ancien élève du Conservatoire national supérieur d'art dramatique et de Sciences Po Paris, Francis Leplay commence sa carrière de comédien à la télévision, dans des épisodes de Julie Lescaut et Navarro. Il tourne pour la première fois pour le cinéma avec J'ai horreur de l'amour de Laurence Ferreira Barbosa. À partir de 2000 les rôles s’enchaînent, et il connaît un vrai succès avec Rois et Reine d'Arnaud Desplechin. Il joue ensuite dans des films réalisés par Sofia Coppola, Noémie Lvovsky et Benoît Jacquot ainsi que dans la série Engrenages. Les films auxquels il participe sont sélectionnés aux festivals de Cannes, de Berlin, de Venice et de Toronto. Au théâtre, il travaille avec des metteurs en scène tels Denis Podalydès et Lambert Wilson et joue sur scène au Lincoln Center à New York, au Théâtre Mossovet à Moscou et aux Bouffes du Nord à Paris. Les éditions du Seuil publient deux de ses romans, Après le spectacle en 2006 et Samuel et Alexandre en 2009. En 2021, son premier film en tant que réalisateur, Acts of Love, co-réalisé avec Isidore Bethel, fait sa première mondiale à Hot Docs.

## Filmographie

### Cinéma
- 1997 : J'ai horreur de l'amour de Laurence Ferreira Barbosa
- 1999 : Le Temps retrouvé de Raoul Ruiz
- 2001 : Les Morsures de l'aube d'Antoine de Caunes
- 2002 : Ma caméra et moi de Christophe Loizillon
- 2003 : Filles uniques de Pierre Jolivet
- 2004 : Rois et Reine d'Arnaud Desplechin
- 2006 : La Vie d'artiste de Marc Fitoussi
- 2006 : Marie-Antoinette de Sofia Coppola
- 2007 : Très bien, merci d'Emmanuelle Cuau
- 2007 : Le Prix à payer d'Alexandra Leclère
- 2007 : Intrusions d'Emmanuel Bourdieu
- 2008 : Modern Love de Stéphane Kazandjian : Hervé
- 2010 : Imogène McCarthery d'Alexandre Charlot et Franck Magnier
- 2011 : Les Adieux à la reine de Benoît Jacquot : Comte d'Artois
- 2011 : Mon arbre de Bérénice André
- 2012 : Les Beaux Jours de Marion Vernoux
- 2012 : Cherchez Hortense de Pascal Bonitzer
- 2014 : Trois cœurs de Benoît Jacquot
- 2015 : Les Cowboys de Thomas Bidegain
- 2016 : Nelly de Anne Émond
- 2017 : Demain et tous les autres jours de Noémie Lvovsky
- 2018 : Un violent désir de bonheur de Clément Schneider
- 2020 : Garçon chiffon de Nicolas Maury
- 2021 : Et de l’herbe, et des fleurs, et de l’eau[6] de Clément Schneider et Joseph Minster
- 2021 : Acts of Love de Isidore Bethel et Francis Leplay
- 2021 : Les Fantasmes de David Foenkinos et Stéphane Foenkinos
- 2022 : Frère et Sœur d'Arnaud Desplechin
- 2022 : Les Goûts et les couleurs de Michel Leclerc
- 2023 : Magnificat de Virginie Sauveur
- 2024 : Pas de vagues de Teddy Lussi-Modeste : Musil
- 2025 : La fin de l'âge de fer de Clément Schneider : le président de la République
- 2025 : Fils de de Carlos Abascal Peiró : Guy

### Télévision
- 2007 : La Résistance
- 2007 : L'Affaire Sacha Guitry
- 2008 : Seule
- 2009 : Fais pas ci, fais pas ça
- 2013 : Drumont, histoire d'un antisémite français : Mathieu Dreyfus
- 2017 : Fais pas ci, fais pas ça
- 2017 : Ce que vivent les roses de Frédéric Berthe
- 2018 : Victor Hugo, ennemi d’État de Jean-Marc Moutout
- 2019 : Jeux d'influence de Jean-Xavier de Lestrade
- 2020 : Black and white : Ferdinand Maurice
- 2021 : Mixte (série Prime Vidéo) : René Herman
- 2021 : HPI (saison 2, épisode 7 « 55 kilos »), réalisé par Djibril Glissant : Pierre Lecoq
- 2022 : Comme des reines : Lieutenant Bac
- 2024 : Furies (série Netflix) : M. Tran
- 2024 : La Peste d'Antoine Garceau : Professeur Richard
- 2025 : Frotter frotter de Marion Vernoux : Lazare Masurel

## Théâtre
- 2005 : Les Chiens de conserve de Roland Dubillard
- 2007 : Le Mental de l'équipe de Emmanuel Bourdieu, Frédéric Bélier-Garcia, mise en scène Frédéric Bélier-Garcia, Denis Podalydès
- 2009 : Music-hall, pièce de Jean-Luc Lagarce
- 2010 : La Fausse Suivante de Marivaux[7]
- 2013 : Le Prix des boîtes de Frédéric Pommier, mise en scène Jorge Lavelli
- 2014 : Le Bourgeois gentilhomme  de Molière, mise en scène Denis Podalydès ; 2016-2017, tournée
- 2023 : L'Orage d'Alexandre Ostrovski, mise en scène Denis Podalydès, création au Théâtre Cinéma de Choisy-le-Roi, puis théâtre des Bouffes du Nord et tournée

## Publications
- 2006 : Après le spectacle, Le Seuil
- 2009 : Samuel et Alexandre, Le Seuil